# Santiago Güell i López
Santiago Güell i López (Sant Sebastià 1883 - Garraf 1954), I baró de Güell, va ser un industrial, polític català i dirigent esportiu. Era conegut com a El baró de Güell.

## Dades personals
Fill d'Eusebi Güell i Bacigalupi, I comte de Güell, i germà d'Eusebi Güell i López, II vescomte de Güell. El 1911 li fou atorgat pel rei Alfons XII el títol de baró de Güell. Tot i ser proper a la Lliga Regionalista, el 1918 fou un dels promotors de la Federació Monàrquica Autonomista, amb la qual fou elegit diputat pel districte d'Arenys de Mar a les eleccions generals espanyoles de 1920 i 1923. Posteriorment deixà la política.

## Dirigent esportiu
La seva gran passió va ser l'esport i hi va dedicar gran part de la seva vida, tant com a practicant del golf, l'hípica i el tennis, com en la seva faceta de dirigent i impulsor de l'olimpisme. Estigué en contacte amb les elits esportives de Catalunya de principi del segle xx. El 1921 esdevingué el delegat del Comitè Olímpic Internacional a l'estat espanyol. Inicià una etapa de contacte amb Pierre de Coubertin i amb els cercles olímpics de tendència regionalista de Catalunya. Quan es va constituir oficialment el Comitè Olímpic Espanyol, es va convertir en el seu president, càrrec que va ocupar fins al 1926, i des del 1927, va un dels impulsors de la candidatura olímpica de Barcelona per als Jocs del 1936. Amb l'arribada de la Segona República dimití, però el Comitè Olímpic Internacional no li ho permeté i es mantingué en el càrrec fins a l'alçament militar del 1936. Durant la Guerra Civil, trencà relacions amb el COE republicà i des del 1938 exercí la vicepresidència del COE franquista, dirigit pel general José Moscardó. Va ser escollit el primer president de la Federació Catalana d'Hockey quan a principis de 1923 es va constituir oficialment com una delegació regional de la Federació Espanyola. El 1921 es va convertir en el vicepresident del Consell de les Olimpíades i en delegat del Comitè Olímpic Internacional a Espanya, i el 1922 en el vicepresident de la Confederació Esportiva de Catalunya. Va ser un dels impulsors de la construcció de l'Estadi de Montjuïc, inaugurat el 1929. Fou president del Comitè Olímpic Espanyol el 1924-1926, va tornar al càrrec de forma temporal després de la crisi de la Sessió del CIO de 1931. Després de la Guerra Civil, fou vicepresident del COE fins a la seva mort. També va presidir el comitè organitzador dels Segons Jocs del Mediterrani, celebrats a Barcelona el 1955 i que no va poder veure acabar. També va ser el president de la Junta de govern del Gran Teatre del Liceu i del Cercle Eqüestre de Barcelona.